# Унтербрајцбах
Унтербрајцбах (њем. Unterbreizbach) општина је у њемачкој савезној држави Тирингија. Једно је од 61 општинског средишта округа Вартбург. Према процјени из 2010. у општини је живјело 3.901 становника. Посједује регионалну шифру (AGS) 16063078.

## Географски и демографски подаци
Унтербрајцбах се налази у савезној држави Тирингија у округу Вартбург. Општина се налази на надморској висини од 240 метара. Површина општине износи 30,0 km². У самом мјесту је, према процјени из 2010. године, живјело 3.901 становника. Просјечна густина становништва износи 130 становника/km².